# Глам метал
Глам метал је поджанр хеви метала. Настао је спајањем хеви метала са глам роком. Глам метал је некада био најпопуларнији жанр метала. Популарне групе овог жанра су W.A.S.P., Twisted Sister, Bon Jovi, Dokken, Quiet Riot, Ratt. Био је популаран 80-их година прошлог века.
Велики утицај на глам метал су имали глам рок извођачи Дејвид Боуи, Свит, Слејд, Кис, хард рок и хеви метал бендови AC/DC, Алис Купер, Квин и панк рок бендови.